# أورلينس (ماساتشوستس)
أورلينس (بالإنجليزية: Orleans, Massachusetts)‏ هي بلدة أمريكية تقع في الولايات المتحدة في مقاطعة بارنستابل. يقدر عدد سكانها بـ 5,890 نسمة ومساحتها 58.7 كم2 وترتفع عن سطح البحر 18 متر.

## المناخ
يظهر الجدول التالي التغييرات المناخية على مدار السنة لأورلينس:
| البيانات المناخية لـأورلينس       | البيانات المناخية لـأورلينس | البيانات المناخية لـأورلينس | البيانات المناخية لـأورلينس | البيانات المناخية لـأورلينس | البيانات المناخية لـأورلينس | البيانات المناخية لـأورلينس | البيانات المناخية لـأورلينس | البيانات المناخية لـأورلينس | البيانات المناخية لـأورلينس | البيانات المناخية لـأورلينس | البيانات المناخية لـأورلينس | البيانات المناخية لـأورلينس | البيانات المناخية لـأورلينس |
| الشهر                             | يناير                       | فبراير                      | مارس                        | أبريل                       | مايو                        | يونيو                       | يوليو                       | أغسطس                       | سبتمبر                      | أكتوبر                      | نوفمبر                      | ديسمبر                      | المعدل السنوي               |
| --------------------------------- | --------------------------- | --------------------------- | --------------------------- | --------------------------- | --------------------------- | --------------------------- | --------------------------- | --------------------------- | --------------------------- | --------------------------- | --------------------------- | --------------------------- | --------------------------- |
| متوسط درجة الحرارة الكبرى °ف (°م) | 37.9 (3.3)                  | 39.1 (3.9)                  | 44.1 (6.7)                  | 52.1 (11.2)                 | 61.3 (16.3)                 | 70.0 (21.1)                 | 76.6 (24.8)                 | 76.3 (24.6)                 | 70.1 (21.2)                 | 60.3 (15.7)                 | 52.3 (11.3)                 | 43.7 (6.5)                  | 57.1 (13.9)                 |
| المتوسط اليومي °ف (°م)            | 31.3 (−0.4)                 | 32.5 (0.3)                  | 37.5 (3.1)                  | 45.6 (7.6)                  | 54.4 (12.4)                 | 63.5 (17.5)                 | 70.0 (21.1)                 | 69.8 (21.0)                 | 63.7 (17.6)                 | 53.9 (12.2)                 | 46.0 (7.8)                  | 37.0 (2.8)                  | 50.5 (10.3)                 |
| متوسط درجة الحرارة الصغرى °ف (°م) | 24.8 (−4.0)                 | 25.9 (−3.4)                 | 30.8 (−0.7)                 | 39.0 (3.9)                  | 47.6 (8.7)                  | 57.0 (13.9)                 | 63.5 (17.5)                 | 63.3 (17.4)                 | 57.2 (14.0)                 | 47.5 (8.6)                  | 39.7 (4.3)                  | 30.4 (−0.9)                 | 44.0 (6.7)                  |
| الهطول إنش (مم)                   | 3.78 (96)                   | 3.52 (89)                   | 4.46 (113)                  | 4.36 (111)                  | 3.48 (88)                   | 3.58 (91)                   | 2.95 (75)                   | 3.64 (92)                   | 3.65 (93)                   | 3.89 (99)                   | 4.10 (104)                  | 3.95 (100)                  | 45.36 (1٬152)               |
| متوسط الرطوبة النسبية (%)         | 72.2                        | 70.9                        | 68.6                        | 70.9                        | 73.5                        | 77.4                        | 79.9                        | 79.6                        | 78.5                        | 76.0                        | 72.3                        | 71.1                        | 74.3                        |
| المصدر: PRISM Climate Group       |                             |                             |                             |                             |                             |                             |                             |                             |                             |                             |                             |                             |                             |

## أعلام
- جورج ك. هيغينز
- روبرت ويلدت
- إنيز هوغن
- إدوين ديكنسون
- أ. بي. روجرز